# Аустралијски келпи
Аустралијски чувар стада (енг. Australian Kelpie), познат је и као аустралијски келпи или само келпи, је пастирски пас из Аустралије који се користи за чување животиња, али и за скупљање и усмеравање стада. То је пас средње величине чије крзно може бити разних боја. Келпи је веома интелигентан, енергичан, привржен власнику.
Келпи се деле у две подрасе: изложбени келпи и радни келпи. Радни келпи обављају разне послове, као што је чување стоке, док изложбени келпи учествују на такмичењима и сл.

## Основно
- Мужјак
  - Висина од 46 до 51 цм
  - Тежина од 15 до 20
- Женка
  - Висина од 43 до 48 цм
  - Тежина од 11 до 16

## Историја
Након отварања пространих подручја у Аустралијским државама Нови Јужни Велс и Викторија, број оваца је толико драматично порастао да су нека имања била велика 2 милиона хектара и имала преко 250.000 оваца. Обављање пастирског посла (којег су иначе обављали осуђеници) у оваквим размерама није било практично.
Стога се јавила потреба за псима који могу управљати стоком на тако великим подручјима. Пас је морао бити прилагођен условима који су били присутни у Аустралији. Ти услови су врућина, тежак терен, велико пространство и пешчане олује. Као и код многих раса, постоје неслагања око порекла келпија. Међутим, нема сумње да овај пас води порекло од паса који су увезени из Шкотске. Ти пси су били коли тип средње величине, црни, црни и пламени, дугодлаки са полу-шиљатим ушима.

## Карактеристике пса

### Нарав
Келпи је крајње опрезан, енергичан и високо интелигентан, са благом и послушном нарави и готово неисцрпном енергијом, веран и привржен обавезама. Има природан осећај и способност за рад са овцама и на отвореном и при утовару у вагоне.
Такође, ово је изузетно веран пас чије је место поред човека, а када келпи није ангажован, најчешће борави у кући, уз свог власника. Због тога је идеалан пас за живот на фарми, где ће се потпуно посветити чувању животиња и помагати у великом броју послова. Поред чувања, овај интелигентни пас способан је да научи и друге вештине које помажу фармерима, попут груписања и усмеравања стада спремног за шишање. Поред пса чувара, аустралијски келпи може бити и изузетно добар пас спасилац, водич и терапеутски пас.

### Општи изглед
Келпи је пас средње величине, атлетске грађе, меког крзна и шпицастих, уздигнутих ушију. Глава је благо заобљена, образи не превише истакнути, а њушка нешто краћа од дужине лобање, са јаким зубима. Усне келпија морају бити затегнуте. Боја очију је браон, у складу са бојом длаке. Код плавих паса дозвољена је светлија боја очију.
Длака је дупла са кратком и густом подлаком. Спољна длака је густа, права, чврста, равно прилежућа, па је зато водотпорна. На доњим деловима тела и задњим странама ногу длака је дужа. Око бутина прави "панталоне". На глави, предњој страни ногу и шапама, длака је кратка. На врату је нешто дужа и формира оковратник. Реп би требао бити одлакан у облику четке. Боја длаке је црна, црна и пламена, црвена, црвена и пламена, јелења, боја чоколаде и дим-плава (пепељасто-плава).

## Нега и здравље
Ова пасмина генерално не захтева пуно неге, купања и четкања. Његов једини, али никако мали захтев је бесконачна физичка активност. Иако је веома активан, услед неправилне исхране, аустралијски келпи може патити од гојазности.
Што се тиче здравља, од наследних болести ова раса бележи случајеве ретиналне атрофије, која неретко доводи до слепила и церебралне абиотрофије.
Животни век аустралијског чувара стада је од 10 до 14 година.

## Галерија
- Црни келпи
- Црвени келпи
- Чоколадни келпи
- Црн и мркокожи келпи
- Црвен и мркокожи келпи
- Тамноплави келпи
- Сив келпи